# Lindolfo Collor
Lindolfo Leopoldo Boeckel Collor (São Leopoldo, 4 de fevereiro de 1890 – Rio de Janeiro, 21 de setembro de 1942) foi um jornalista e político brasileiro. Seu neto, Fernando Collor de Mello, foi presidente do Brasil, de 1990 a 1992.
Filho de João Boeckel e Leopoldina Schreiner, luteranos, descendentes dos primeiros imigrantes alemães que aportaram no Brasil no começo do século XIX.

## Infância e juventude
Tinha poucos anos quando perdeu o pai. Sua mãe mudou-se então com os três filhos Alcides, Elvira e Lindolfo, para São Gabriel da Estrela, onde tornou a casar-se, pouco depois, com um alemão nato, que havia sido dono da linha de navegação do rio Caí, João Antônio Collor. Dessa união não nasceram filhos, mas o padrasto criou grande afeição pelo menino, a quem se empenhou em dar a melhor educação que pôde. Desde jovem Lindolfo acrescentou o sobrenome do padrasto ao do pai.
Frequentou a escola pública primária da Barra do Ribeiro, alguns anos mais tarde, já casada sua irmã Elvira e residindo em Porto Alegre, teve ele possibilidades de transferir-se para a capital, onde tirou os preparatórios provavelmente como aluno do professor Emílio Meyer.
Em 1906, aos 15 anos, é confirmado pelo bispo da Igreja Episcopal do Brasil em Porto Alegre. Em março desse ano havia ingressado no Seminário dessa mesma Igreja na cidade do Rio Grande, onde permaneceu até o ano seguinte, 1907. Nessa época publica seus primeiros livros de versos e paralelamente colabora com artigos e poesias de inspiração apostólica no semanário O Estandarte Cristão. Torna-se membro militante da legião da Cruz, o que o faz iniciar a pregação do Evangelho na cadeia pública da cidade do Rio Grande e acompanhar o reverendo Américo Vespúcio Cabral, pároco da Igreja da Trindade em Porto Alegre, em viagens missionárias. Em 1907 trabalha numa Escola Dominical da Igreja da Trindade, na Cidade Baixa, em Porto Alegre, e ensina Português na Associação Cristã de Moços. Dirige uma classe de ensinos bíblicos na Igreja da Trindade e se torna membro da direção de um Boletim Mensal da mesma Igreja.
Deixando o Seminário Episcopal, Lindolfo forma-se na "pouco prestigiosa Escola de Farmácia de Porto Alegre, provavelmente por dificuldades financeiras". Sendo essa, entretanto, uma atividade muito diversa da sua vocação, nunca a exerceu, mas transferiu-se, pouco depois, para Bagé, onde trabalhou durante um ano no jornal O Dever, de Adolfo Dupont. Em 1907 e 1909 publicou seus primeiros livros, todos de versos: "Bosque Heleno", "Orquestração de Luz", "Caminho de Flores" e "Poema dos Matizes", dedicado este último ao poeta gaúcho Zeferino Brasil, com as seguintes palavras: A Zeferino Brasil, Mestre e Amigo, esta pedra fundamental do meu edifício literário.

## Carreira na capital da República
Em 1911, aos 21 anos, seguiu para a Capital da República levando apenas uma carta de recomendação para João Lage, proprietário de jornal O Paiz. O início de sua carreira jornalística no Rio está relatado no artigo que em 1942, na semana seguinte ao seu falecimento, escreveu João Luso: "Não havendo vaga na redação de O Paiz trabalhou como colaborador do jornal, onde publicou entrevistas sobre teatro nacional com autores, críticos, jornalistas e homens de letras. Abria a série uma entrevista com Coelho Neto de quem se fez grande amigo e cuja casa passou a frequentar nos saraus semanais em que o poeta reunia as estrelas literárias do tempo".
Pouco depois entrava Collor, pela mão de João Luso, para a edição da tarde do Jornal do Comércio, ao tempo uma das folhas de mais difícil acesso no Rio. Começou então a escrever sobre o assunto de sua predileção, a política, em folhetim semanal por ele lançado, "O meu sábado". A esse propósito escreveu João Luso: "Logo na primeira crônica se definiu o seu feitio de combatente. Precisava de batalhar, por isto ou contra aquilo, mas, coisa rara naquela idade, não se inflamava, não se excedia nos conceitos, não se desmandava no estilo. Esta foi sempre, de fato, uma das suas características mais constantes como escritor, como político, como homem privado: o equilíbrio, o espírito de justiça, a sinceridade de atitudes, o cuidadoso manejo das palavras".
Em 1913, paralelamente a estas atividades jornalísticas, entrou Collor para o quadro de funcionários do Jardim Botânico e exerceu funções no Gabinete do Ministro da Agricultura.
Logo que se transferiu para o Rio de Janeiro, Collor morou algum tempo em Niterói, mas em seguida fixou-se no então Distrito Federal em casa de um casal espanhol, Tomasa e Gregório Landeira, pertencente este ao corpo de funcionários da Companhia de Seguros Sul América, com sede em Madri. O casal Landeira tinha a amizade de uma compatriota, Maria Eugênia Sanchez Dias, casada com o jornalista Luís Bartolomeu de Souza e Silva e mãe de uma moça que aos Landeira parecia ser a esposa ideal para Lindolfo, pela beleza e fina educação que possuía. Insistia D. Tomasa em convidar seu hóspede para juntos visitarem a família Bartolomeu de Souza e Silva, quando, um belo dia, ouviu dele uma afirmação inesperada: "Eu hoje vi a moça com quem desejaria casar-me'" Collor não soube responder de quem se tratava. Havia visto na rua uma linda jovem, que acompanhou de longe para saber onde morava. Com espanto e alegria constatou D. Tomasa Landeira ser exatamente aquela a pessoa que desejavam aproximar do seu jovem amigo. Dentro de alguns meses, a 19 de fevereiro de 1914, realizava-se o enlace de Lindolfo com Hermínia de Souza e Silva. A formalidade do pedido em casamento foi cumprida por um amigo chegado, o escrito gaúcho Alcides Maia, que pouco depois viria a ser deputado federal pelo Rio Grande do Sul e membro da Academia Brasileira de Letras.
Desde janeiro de 1914 começara Collor a trabalhar na redação de A Tribuna, jornal de que eram proprietários seu sogro e o Senador mato-grossense Antônio Azeredo, que se tornaria mais tarde presidente do Senado. Seus primeiros artigos em A Tribuna ocupavam o espaço de uma coluna a que ele dava o título de "Pela Ordem".
Por essa época escreveu Collor seu terceiro e último livro de versos, "Elogios e Símbolos", causa de uma séria desavença entre o autor e o crítico literário Gilberto Amado. Encontrando-se os dois na rua do Ouvidor, Collor interpelou-o por suas criticas, que considerou deselegantes. A discussão acalorou-se e houve troca de empurrões que jogaram ao chão Gilberto Amado. Este, sacando do revólver, alvejou seu contendor, que já se afastava, indo os tiros encravar-se na fachada da Livraria Garnier, ponto de reunião de escritores e intelectuais da época. Possivelmente porque lhe houvesse pesado o excesso que, fora dos seus hábitos, cometera, ou porque concordasse que não era a poesia o caminho para o seu belo talento, resolveu Collor retirar das livrarias todos os exemplares dos seus livros de versos e não tornou a escrever outros.
Já depois de casado, em 1917, formou-se no Rio de Janeiro pela "Academia de Altos Estudos Sociais, Políticos e Econômicos", que teve vida breve.

Nesse mesmo ano, há 15 de maio de 1917, a propósito de uma tentativa de legislação social recomendada em mensagem à Câmara dos Deputados pelo Presidente Delfim Moreira, Collor publica na Tribuna um artigo com o título "Questão Social", onde já demonstra sua clara compreensão desse problema. São de Collor, então com 27 anos de idade, estas palavras:
"Engana-se profundamente quem supuser que, dentro da nova ordem de coisas que nasce com o fim da luta das potências, (a 1ª Guerra Mundial) seja possível ainda ir eludindo a verdadeira situação do proletariado e adiando sua definitiva incorporação moral e econômica na civilização ocidental... A consciência do mundo está amadurecendo para a reforma social... O que é preciso é dar aos operários leis civis adequadas às suas necessidades nos diversos meios".

## Retorno ao Rio Grande do Sul e início da carreira política
Em 1919 foi convidado por Borges de Medeiros, governador do Rio Grande do Sul e chefe do Partido Republicano Riograndense, para tomar parte na direção de A Federação, órgão oficial do Partido e o maior jornal do estado. Mudou-se de volta a Porto Alegre com a esposa e as duas filhas pequenas. Apesar da dúvida inicial acerca do recém-chegado, volvido um ano, contando Collor apenas 30 anos, já era diretor do jornal".
Sua estreia na política se daria em 1921, quando foi eleito deputado estadual, ao lado de João Neves da Fontoura e Getúlio Dorneles Vargas integrou a Assembleia Legislativa gaúcha, onde foi relator da Comissão de Orçamento.
Era diretor de A Federação quando houve no Rio Grande, em 1922-23, renhida campanha eleitoral entre os dois partidos que desde a revolução de 1893 vinham se defrontando: "O Libertador", que apoiava a candidatura de Francisco de Assis Brasil à sucessão estadual, contra a do presidente do Estado, Borges de Medeiros, que pleiteava sua 5ª reeleição embora já estivesse no cargo há 4 sucessivas reeleições. Essa luta eleitoral transformou-se em protesto armado depois da nova reeleição de Borges de Medeiros.
O Estado do Rio Grande do Sul era a única unidade da Federação cuja Constituição, baseada nas ideias de Auguste Comte, permitia a reeleição dos seus governadores. As notícias a respeito dos combates que se sucediam no interior do Estado eram afixadas nos "placards" dos dois principais jornais de Porto Alegre, instalados na mesma rua em prédios fronteiros no centro da cidade. O Correio do Povo, defendendo o "Partido Libertador", dos assisistas ou maragatos; e A Federação, órgão oficial do "Partido Republicano", apoiando os borgistas ou; "pica-paus". Formavam-se ali agitadas aglomerações que comentavam cada notícia com entusiasmo ou com animosidade, a ponto de provocar constantemente a intervenção dos cavalarianos da Brigada Militar. Nessas ocasiões o diretor de A Federação vinha à sacada do prédio e dirigia a palavra aos manifestantes exaltados, testemunhando assim sua decisão e coragem pessoal nunca desmentidos, nesse como em outros momentos de sua vida pública. Como acontecera na revolução de 1893, também esta, de 1923, só terminou com a mediação do governo federal: o Ministro da Guerra, Gal. Setembrino de Carvalho, natural do Rio Grande do Sul, foi enviado a Porto Alegre para negociar a assinatura do Tratado de Pedras Altas, que pacificou os espíritos tornando inelegível, daí por diante, o governador do Estado.
Em 1924, quando da vitória eleitoral de Artur Bernardes para a Presidência da República, o governo estadual se posicionara em favor da candidatura de Nilo Peçanha em oposição à de Artur Bernardes, também combatida pelo grupo de tenentes revolucionários que se deslocava pelo sul do Brasil em suas marchas de protesto contra o governo federal. Mas, depois de eleito Bernardes, o governador Borges de Medeiros resolveu sensatamente aceitar a decisão das urnas e nesse sentido orientou o diretor de A Federação, que escreveu um artigo assegurando ao novo presidente da República o apoio político do Rio Grande do Sul. Esse artigo, intitulado "Pela Ordem", a mesma rubrica sob a qual publicara Collor seus primeiros artigos na A Tribuna do Rio, atraiu para seu autor o desagrado dos tenentes revoltosos. Isto valeria mais tarde sérias dificuldades a Lindolfo Collor no seu desempenho como Ministro do Trabalho, quando os mesmos tenentes passaram a exercer influente presença política no cenário federal, depois de haver apoiado a Revolução de outubro de 1930.
Eleito deputado federal em 1924, voltou ao Rio de Janeiro onde assumiu o posto de redator-chefe de O Paiz. Membro da Comissão de Finanças da Câmara, escreveu numerosos artigos sobre a estabilização da moeda, sobre o problema do padrão ouro e, já então, sobre a transformação da moeda nacional em cruzeiro.
No princípio do ano de 1925 integrou Collor a Embaixada Especial que, chefiada pelo então senador Lauro Müller, representou o Brasil nas solenidades comemorativas do 1º Centenário da Independência do Uruguai. Voltando ao Brasil, apresentou à Câmara dos Deputados pareceres sobre o Convênio, assinado em Montevidéu a 30 de março, e sobre o protocolo adicional que o acompanhou a seguir. O Convênio estatuía "regras práticas de vigilante amizade e de recíproca cooperação das Altas Partes Contratantes em caso de alteração da ordem nos seus respectivos territórios".
Em 1926 foi Collor reeleito para a Câmara Federal, tendo sido então o deputado proporcionalmente mais votado no Brasil.
Em seguida, visitou a bacia do Prata e o Chile, convidado para pronunciar conferências no auditório de "La Prensa", de Buenos Aires, e na Universidade do Chile.
Em 1928 fez parte da delegação brasileira, chefiada pelo Senador Raul Fernandes, à VIº Conferência Pan-americana reunida em Havana, onde, em nome dos colegas congressistas, pronunciou um discurso sobre José Martí, o herói nacional cubano. Em julho do mesmo ano participou também da Conferência Interparlamentar de Comércio, em Paris.
Em 1929 foi um dos fundadores da Aliança Liberal, movimento político iniciado pelo presidente de Minas, Antônio Carlos Ribeiro de Andrada, para, em oposição à candidatura oficial de Júlio Prestes, pleitear a sucessão presidencial para o Rio Grande do Sul na pessoa de seu presidente, Getúlio Vargas. Coube a Collor redigir o Manifesto da "Aliança Liberal", e em seguida foi-lhe confiada a direção do jornal A Pátria, no Rio, onde seus editoriais, assinados com o pseudônimo de Gil Pereira, eram a voz da campanha aliancista.
Na Câmara Federal teve como companheiros novamente Getúlio Vargas e João Neves da Fontoura, e os três se revezavam na liderança da bancada gaúcha. Nessa posição não faltaram a Collor ocasiões de reafirmar o seu talento oratório. Entre seus brilhantes discursos marcou época uma oração pronunciada no dia seguinte ao assassinato de João Pessoa, em Recife, que começava com estas palavras: "Presidente da República, que fizeste do Presidente da Paraíba?" Aquele acontecimento lamentável, sublinhado pelo comentário oportuno e inteligente de Collor, foi o estopim da rebeldia contra a eleição de Júlio Prestes e, desfazendo a indecisão do Rio Grande do Sul quanto à oportunidade de uma atitude de intransigência, precipitou o início da rebelião armada de 1930.
No encerramento da Campanha da "Aliança Liberal" o candidato oposicionista, Getúlio Vargas, leu sua plataforma de governo. Esse documento, redigido por Lindolfo Collor, continha, entre outros pontos do programa a ser cumprido, a promessa da elaboração de uma legislação trabalhista. Com isso sairiam da alçada policial as questões surgidas entre o capital e o trabalho e o operariado brasileiro teria seus direitos assegurados.
Quando estourou a revolução, a 3 de outubro de 1930, estava Collor em Porto Alegre. Junto a Osvaldo Aranha participou da tomada do Quartel General, onde foi aprisionado o Comandante da Região Militar, general Gil de Almeida. Dias depois deslocava-se para Buenos Aires, incumbido de adquirir armas para as forças rebeladas e de obter o reconhecimento do governo revolucionário a ser instalado no Brasil.
A 24 de outubro, vitoriosa a revolução com a sublevação da guarnição do Rio de Janeiro e deposto o Presidente Washington Luís, ocupou o Governo da República uma Junta Provisória da qual fazia parte o general Tasso Fragoso, a chamado de quem regressou Collor ao Brasil em 27 de outubro.

## Ministro do Trabalho
Na organização do governo provisório, recusou o convite de Getúlio Vargas para ocupar outra pasta ministerial, e afirmou que só aceitaria a do Trabalho, a ser fundada em cumprimento ao que fora anunciado pela Aliança Liberal. Em vista da tendência de Vargas de retardar o cumprimento daquela promessa de campanha, Collor afirmou que, nesse caso, ficaria fora do governo. Um mês depois, instado por Flores da Cunha e Batista Luzardo, já nomeado Chefe de Polícia do Distrito Federal, Vargas concordou com as ponderações que lhe faziam aqueles dois companheiros a respeito da inconveniência de permanecer Collor fora do governo, e afirmou: "Está bem. Vou fundar esse ministério para aquietar o alemão".
A elaboração da legislação social brasileira, a primeira na América do Sul, pode ser considerada, de acordo com o ex-reitor da PUC, Pe. Fernando Bastos Ávila, o maior avanço social no Brasil depois da abolição da escravatura. Para estruturá-la foi grande a luta de Collor. Teve que enfrentar os comunistas, que contavam com as injustiças sociais para levar o povo à revolta e seu partido ao poder, e teve que vencer a animosidade de alguns de seus companheiros revolucionários, sobretudo os "tenentes", membros do Clube 3 de outubro, que não davam apoio ao seu trabalho. Já com as classes patronais, de onde mais naturalmente se poderia esperar uma oposição à legislação trabalhista, parece que o primeiro Ministro do Trabalho não enfrentou grandes dificuldades. O professor Joaquim Pimenta, ativista, líder operário em Pernambuco e um dos melhores colaboradores de Lindolfo Collor no Ministério do Trabalho, acentua esse aspecto realmente inesperado. Outro grande colaborador de Collor foi Evaristo de Morais, primeiro Consultor Jurídico do Ministério do Trabalho, que deixaria esse cargo no mesmo dia da renúncia de Collor, em 1932. Também foram seus fiéis e eficientes companheiros de jornada Agripino Nazaré, Carlos Cavaco, Heitor Moniz e Horácio Cartier, além do diplomata Heitor do Nascimento Silva que, já havendo prestado valiosos serviços junto à Organização Internacional do Trabalho em Genebra, foi cedido pelo Ministério de Relações Exteriores para auxiliar na formação do Novo Ministério.
A passagem de Collor pelo Ministério do Trabalho durou apenas 15 meses, de dezembro de 1930 a março de 1932, durante os quais redigiu toda a estrutura da nossa legislação social. Norteado por algumas das legislações trabalhistas europeias e, dentro de um esclarecido ecumenismo, pela Encíclica Rerum Novarum, de Leão XIII. Collor elaborou 12 decretos-leis acompanhados de Exposições de Motivos que apontam a sua oportunidade em face da evolução do pensamento de proteção ao operariado em todos os países mais adiantados do mundo.

## Oposição a Getúlio Vargas
Collor permaneceu no Ministério apenas 15 meses. Alinhado entre os que reivindicavam a volta do país a um regime legal, ideia que não contava com as simpatias do ditador nem dos "Tenentes", deixou o Governo Provisório a 3 de março de 1932, dia imediato ao empastelamento do Diário Carioca em revide à publicação de um artigo de J. E. de Macedo Soares apontando a necessidade da convocação de uma Constituinte. Diretamente envolvidos nesse ato de violência contra a liberdade de opinião, deixaram o governo no mesmo dia Maurício Cardoso, ministro da Justiça, e o chefe de Polícia do Distrito Federal, Batista Luzardo, acompanhados também por João Neves da Fontoura, consultor jurídico do Banco do Brasil. Viajaram para Porto Alegre na madrugada de 4 de março de 1932, no mesmo momento em que era levada ao Palácio Rio Negro, em Petrópolis, pelo professor Joaquim Pimenta, a carta de demissão do ministro do Trabalho.
Daí em diante, e contando com o apoio de Flores da Cunha, governador do Rio Grande, puseram-se todos a preparar ativamente um movimento de reação à tendência ditatorial do Governo Provisório e passaram a articular-se com os dirigentes paulistas, desgostosos com o tratamento desairoso que a ditadura dispensava ao seu Estado.
A 9 de julho de 1932 irrompeu em Mato Grosso, sob a chefia do general Bertoldo Klinger, o movimento revolucionário que se alastrou rapidamente até São Paulo. A Frente Única do Rio Grande do Sul, constituída pela aliança de seus dois tradicionais partidos políticos, o Republicano e o Libertador, e representada pelo interventor Flores da Cunha, estava comprometida com a Frente Única paulista a acompanhar São Paulo nessa rebelião.
Inesperadamente, porém, pouco depois de iniciada a revolução, o interventor Flores da Cunha colocou o Rio Grande ao lado do governo ditatorial, o que decidiu a sorte do movimento armado em favor do governo central. A explicação para esse gesto imprevisto, soube-se mais tarde, teria sido um diálogo entre Vargas e Flores, a esse tempo ainda apoiando a causa de São Paulo, que achou por bem alertá-lo para as fortes probabilidades de vitória do Movimento Constitucionalista. De acordo com o próprio Flores da Cunha e com Daniel Krieger, Getúlio, teria respondido com ar severo e olhar distante: "As tropas vitoriosas não me encontrarão aqui. Já decidi o que fazer...") diante dessa perspectiva sombria o temperamento impetuoso e passional de Flores da Cunha ditou-lhe, certamente, a brusca decisão de colocar as forças da Brigada gaúcha ao lado do governo federal.
Burlando a vigilância policial, que logo foi estabelecida em torno dos conspiradores, deixou Collor seu apartamento na Praça da Alfândega, em Porto Alegre, e foi reunir-se a um dos grupos sublevados, a coluna de "provisórios" comandada por Marcial Terra em Tupanciretã. Durante cerca de 40 dias com ela percorreu vários municípios riograndenses, dormindo muitas vezes ao relento, com a sela do cavalo por travesseiro. Finalmente, em setembro, cercada a coluna Marcial Terra por tropas legalistas, foi este obrigado a capitular. Um dos oficiais da força vencedora acompanhou Collor até à fronteira, que atravessou em Paso de Los Libres, levando consigo apenas a roupa do corpo.

## Primeiro exílio
Reunido a vários companheiros em Rivera (Buenos Aires), e depois em Buenos Aires, escreveu em 15 de outubro de 1932 o Manifesto ao Rio Grande do Sul, a São Paulo e à Nação, assinado também por Raul Pilla, Batista Luzardo e João Neves da Fontoura. Relata o processo da conspiração anterior à Revolução Constitucionalista de São Paulo e atribui a responsabilidade da derrota ao interventor do Rio Grande do Sul. A essa altura Collor já havia enviado uma carta ao amigo Flores da Cunha retirando o convite que lhe fizera para ser padrinho de seu terceiro e último filho, Lindolfo Leopoldo Collor.
No verão de 1933 esteve Collor na frente de operações da Guerra do Chaco, no Paraguai, e escreveu a respeito uma série de artigos publicados no Rio e em La Prensa, de Buenos Aires.
Em 1934, representando a Companhia de Seguros "Sul América", da qual, havia anos, era um dos diretores ao lado de Antônio Carlos Ribeiro de Andrada, passou seis meses em , Lima, no Peru, a fim de tratar da venda da carteira daquela Companhia a uma seguradora de Quito, Equador.

## Retorno ao Brasil
Em 1934, depois de decretada a anistia pelo governo Vargas, Collor regressou ao Brasil e foi candidato gaúcho à Assembleia Constituinte, sem sucesso. Voltou depois a residir no Rio de Janeiro onde, durante todo o ano de 1935, tornou a ocupar seu cargo na direção no Grupo SulAmérica.
Afastado do Partido Republicano Riograndense desde a Revolução Constitucionalista de 1932, Flores da Cunha fundou no seu Estado o Partido Republicano Liberal (PRL), enquanto a Frente Única (PRR e PL) faziam oposição ao governo estadual e ao governo central, já que a Assembleia Constituinte, um dia antes de promulgar a Nova Constituição, de forma indireta e irregular elegera Vargas como presidente da República.
Dentro desse quadro político difícil, Collor fez oposição ao governo Vargas, apesar de haver tentativas de aproximação. Entre elas uma conversa realizada numa noite chuvosa no Palácio Rio Negro em Petrópolis.
Mais tarde Flores da Cunha buscou aproximar-se da Frente Única Riograndense, para unir as forças políticas em seu Estado, diminuindo as manobras personalistas de Vargas. Buscando que o Rio Grande do Sul tivesse mais influência no âmbito nacional, Collor concordou com uma fórmula alta de pacificação da política estadual, que foi sugerida pelo jurista José Maria dos Santos. Em janeiro de 1936, foi assinado um acordo entre o Partido Libertador (PL), chefiado por Raul Pilla, o Partido Republicano Riograndense (PRR), ainda sob a orientação de Borges de Medeiros, e o situacionismo estadual, representado pelo Partido Republicano Liberal (PRL). Essa composição política, chamada Modus Vivendi, teve curta duração, mas permitiu que fizessem parte do governo do Rio Grande, representando seus partidos, Lindolfo Collor, na Secretaria de Finanças, e Raul Pilla, na Secretaria da Agricultura.
Porém dentro do PRR um clima de tensão motivou o rompimento do Modus Vivendi em 14 de novembro. O PRR voltou a apoiar o governo central, o PL, o PRC e o PRL permaneceram fiéis na oposição e na aliança com os paulistas, a quem se sentia Collor grande devedor, depois da frustração de 1932.
Com aproximação da sucessão presidencial de 1938, o Partido Libertador e o Partido Castilhista integraram a União Democrática Brasileira, apoiando a candidatura do governador de São Paulo, Armando de Sales Oliveira, à presidência da República. O PRR, por outro lado, se filiou à corrente situacionista federal, apoiando o nome do ministro da Agricultura, José Américo de Almeida. Porém foram todos  surpreendidos pelo golpe de Estado em 10 de novembro de 1937, que instalou o Estado Novo no Brasil, suprimindo novamente o Congresso Nacional, a Constituição, e as eleições já próximas.

## Segundo exílio
Ao mesmo tempo em que saíam para o exílio, por Santos e Salvador, os líderes udenistas Armando de Salles Oliveira e Otávio Mangabeira, embarcou Collor no Rio, em novembro de 1938, com destino à Alemanha, onde alguns amigos tentaram interessá-lo em transações comerciais. Não era seu destino, porém, realizar-se no terreno dos negócios. Bom conhecedor da língua alemã, usada na zona colonial em que nasceu, Collor aproveitou sua estada em Berlim para acompanhar os preparativos de guerra do Führer, então em plena efervescência, e procurar penetrar as razões do fenômeno hitlerista. Enviou suas observações em uma série de artigos para o Diário de Notícias do Rio, cujo diretor, Orlando Dantas, era seu grande amigo, como bom amigo seu também era Assis Chateaubriand, sócio majoritário da Sociedade Anônima "O Jornal", de cuja diretoria Collor fazia parte ao lado do mesmo Chateaubriand, de Gabriel de Andrade e de Rodrigo de Mello Franco. Mas o famoso D.I.P. estava atento para impedir qualquer pronunciamento contrário às ditaduras europeias, com quem Vargas estava em boas relações. Assim, alguns dos artigos mais condenatórios do totalitarismo nazista não puderam sair a público, dada a crescente aproximação entre o governo brasileiro e o eixo Roma-Berlim, o que permitiu à Embaixada Alemã no Rio de Janeiro fazer sentir ao Ministério das Relações Exteriores seu desagrado diante das publicações de Collor contrárias ao regime nazista.
Em janeiro de 1939 transferiu-se Collor da Alemanha para Paris, onde o foi encontrar sua família. Até à deflagração da Segunda Guerra Mundial, em agosto de 1939, enviou de Paris para o "Diário de Notícias" suas observações sobre o desenrolar dos acontecimentos europeus de pré-guerra. Mais tarde esses artigos foram reunidos em dois livros sob os títulos "Europa 1939" (Emiel Editora, Rio, 1939) e "Sinais dos Tempos" (Epasa, Rio, 1942). Este último foi para as livrarias no dia do seu falecimento. Quando a Alemanha invadiu a Polônia e se tornou provável a invasão da França, Collor transferiu-se com a família para o sul da França e depois para Portugal, onde estaria menos exposto, desde que o fato de haver escrito contra o regime hitlerista o colocara na lista negra da ditadura alemã, e informações a respeito das opiniões antinazistas de Collor, fornecidas pelo embaixador alemão no Rio, constavam de uma nota distribuída às repartições competentes pelo governo do Reich. Depois de uma etapa de algumas semanas em Lisboa, para efetuar o casamento de sua filha mais velha, Leda, com o jornalista alagoano Arnon de Mello, Collor passou a residir em Baltar, pequena aldeia perto da cidade do Porto, na quinta onde lhe fora oferecida hospedagem por seu amigo, o comendador português Pereira Inácio, residente no Brasil. A ele, aos Diários Associados, ao Diário de Notícias, à Sul América, durante os últimos dez anos de sua vida, em que esteve sempre no ostracismo, Collor deveu sua subsistência, pois sempre foi homem de poucos recursos, que vivia do seu trabalho. Nada tinha de seu além de uma casa em São Leopoldo, que oferecera à sua mãe por volta de 1935, e um apartamento adquirido em 1937 para sua residência no Rio. Pouco antes do seu falecimento desfez-se desse imóvel a fim de comprar a "Chácara N. S. das Graças" de Ildefonso Simões Lopes, na rua Indiana, no Cosme Velho, para onde pretendia mudar-se logo que nela pudesse fazer algumas adaptações.

## Retorno ao Brasil e morte
Por fim, meses depois do nascimento do seu primeiro neto no Rio, por interferência pessoal de Batista Luzardo e de João Daudt de Oliveira, presidente da Associação Comercial e grande amigo tanto de Vargas como de Collor, teve este autorização para voltar ao Brasil.
Em julho de 1942 concedeu uma entrevista a Francisco de Assis Barbosa, repórter de "Diretrizes", semanário pertencente a Samuel Wainer, em que Collor definia seu repúdio a qualquer tipo de ditadura. Publicada a entrevista, Collor é preso, libertado mas com a saúde debilitada, é atacado de pneumonia. Apesar de atendido pelo renomado clinico Pedro da Cunha, veio a falecer no Palace Hotel, na Avenida Rio Branco, onde estava hospedado desde que vendera seu apartamento para comprar a casa na rua Indiana. O velório se fez no salão nobre da ABI, então sob a presidência de Herbert Moses.
Foi sepultado no Cemitério de São João Batista.

## Descendência
Casou-se com D. Hermínia Bartolomeu de Sousa e Silva e teve a seguinte descendência:
- Leda Collor (de Mello)
  - Leopoldo Collor de Mello
  - (Ledinha) Leda Maria  Collor de Mello (Coimbra)
  - Ana Luiza Collor de Mello
  - Fernando Affonso Collor de Mello
  - Pedro Affonso Collor de Mello
- Lygia Maria Collor (Jobim)
  - Lygia Jobim
  - Leopoldo Jobim
- Lindolfo Leopoldo Collor
  - Lindolfo Collor
  - Carlos Bozano Collor
  - Eduardo Collor
  - Marcello Collor
  - Rodrigo Viana Boeckel-Collor
  - Leonor Viana Boeckel-Collor